# ピーター・マメロウ
ピーター・マメロウ （ Peter Mamerow 1958年9月20日 - )は、ドイツのレーシングドライバー兼起業家。彼はレーシングドライバーのクリスチャン・マメロウの父であり、マメロウ・レーシングチームのチームオーナーでもある。ドルトムント出身。ドイツツーリングカー選手権に参戦していた事で知られている。

## レーシングキャリア

### DTM
マメロウは、1984年レースキャリアを開始。その年、彼はドイツプロダクションカーチャンピオンシップ（後のDTM ）の3つのレースでVWゴルフGTIのプライベートドライバーとしてスタートし、シーズンの終わりに23位でフィニッシュ。1985年に彼はVWゴルフGTIの専用ドライバなどの量産車選手権に開始し、また、とウルリッヒMönninghoffRTチームのドライバーとしてシボレーカマロZ28 。休憩の後、彼は1987年にニュルブルクリンクで行われたDTMレースにのみ参加した。 
彼は2001年にマメロウ・レーシングを率いてDTMに戻った。シーズン中、彼はオペル・アストラV8クーペを運転したが、ポイントを獲得することはできなかった。 

### ポルシェ・カレラカップ
1992年と1999年にマメロウはポルシェ・カレラカップドイツに参戦。彼の最初のシーズンでは、彼はポルシェ・964で16位でフィニッシュした。 1999年にポルシェ・911 GT3カップ（996タイプ）をドライブ。年間ランキングは13位だった。 

## 起業家としてのキャリア
マメロウは、1982年にレース用の車の製造を開始。 1990年まで、彼はフォルクスワーゲンとオペル車を専門とした。その後、ポルシェを専門としている。 
ワークショップの運営と並行して、彼はレーシングチームのマメロウ・レーシングを設立し、ドライバーとして、後にさまざまなレーシングシリーズのチームマネージャーとして活躍した。 

## 個々の証拠
1. 1 2 3  DriverDB – Internetseite: "Peter Mamerow". www.driverdb.com. 2019年2月13日閲覧。
2. ↑  Mamerow-Engineering – Internetseite: "Unternehmen". mamerow-engineering.de. 2019年2月13日閲覧。